# 水球男子イラン代表
水球男子イラン代表は、イラン水泳連盟により国際大会に派遣される男子水球のナショナルチームである。

## 主な国際大会成績

### オリンピック
- - 1900年 - 不参加
  - 1904年 - 不参加
  - 1908年 - 不参加
  - 1912年 - 不参加
  - 1920年 - 不参加
  - 1924年 - 不参加
  - 1928年 - 不参加
  - 1932年 - 不参加
  - 1936年 - 不参加
  - 1948年 - 不参加
  - 1952年 - 不参加
  - 1956年 - 不参加
  - 1960年 - 不参加
  - 1964年 - 不参加
  - 1968年 - 不参加
  - 1972年 - 不参加
  - 1976年 - 12位
  - 1980年 - 不参加
  - 1984年 - 不参加
  - 1988年 - 不参加
  - 1992年 - 不参加
  - 1996年 - 不参加
  - 2000年 - 不参加
  - 2004年 - 不参加
  - 2008年 - 不参加
  - 2012年 - 不参加
  - 2016年 -
  - 2020年 -

### アジア競技大会
- 1970年 - 4位
- 1974年 - 優勝
- 1986年 - 4位
- 1990年 - 6位

- 1994年 - 4位
- 1998年 - 5位
- 2002年 - 4位
- 2006年 - 4位